# Коефицијент правца
У математици, коефицијент правца, нагиб или градијент је број који одређује правац функције када је у питању права линија. Означава се углавном са k, а у неким изворима на енглеском језику помиње се слово m.
Дефинише се као количник промене на y оси и промене на x оси и то се записује на следећи начин: {\displaystyle k={\frac {y_{2}-y_{1}}{x_{2}-x_{1}}}.}
Ако је коефицијент правца већи од нуле, функција је растућа, а ако је коефицијент правца мањи од нуле, функција је опадајућа. Ако је једнак нули, функција је паралелна са x осом. Функција која је паралелна y оси има недефинисан коефицијент. На основу тога, две праве су паралелне уколико имају једнаке коефицијенте правца.